# アニタ・アナンド
アニタ・インディラ・アナンド（Anita Indira Anand、1967年5月20日 - ）は、カナダの政治家、弁護士、学者である。2025年5月13日よりカナダ外務大臣を務め、2019年10月21日以降はオークビル選挙区選出のカナダ下院議員（カナダ自由党所属）として活動している。これまでに公共サービス・調達大臣、カナダ国防大臣、財務委員会委員長、運輸・国内貿易大臣を歴任し、2025年にマーク・カーニー首相の下で外務大臣に任命された。政治家になる前は、トロント大学法学部教授として企業統治と資本市場規制を専門とした。

## 生い立ちと教育
アニタ・アナンドは1967年5月20日、ノバスコシア州ケントビルに生まれた。両親はインド系移民の医師で、母親のサロージ・D・ラムはパンジャブ出身の麻酔科医、父親のS・V・アナンドはタミル・ナードゥ州出身の外科医であった。1985年にオンタリオ州に移住し、夫ジョン・ノウルトンとの間に4人の子をもうけた。
クイーンズ大学で政治学の優等学士号（1989年）、オックスフォード大学ワダム・カレッジで法学の優等学士号（1991年）、ダルハウジー大学で法学士号（1992年）、トロント大学で法学修士号（1996年）を取得し、1994年にオンタリオ州弁護士会に登録された。

## 学術・法曹経歴
アナンドは政治家になる前、トロントのトリーズLLPで弁護士として勤務（1992-1997年）し、ウェスタン・ロー・スクール、クイーンズ大学ロー・スクール、トロント大学で教鞭を執った。特に企業統治と資本市場規制を専門とし、トロント大学法学部では副学部長（2007-2009年）やJ.R.キンバー投資家保護・企業統治講座教授（2016-2019年）を務めた。イェール大学やカナダ銀行で客員研究員を歴任し、オンタリオ証券委員会投資家諮問委員会の初代委員長（2010-2012年）やカナダ法経済学会会長（2009-2011年）を務めた。

## 政治経歴

### 国会議員
2019年10月21日、アナンドはオークビル選挙区からカナダ下院議員に初当選した。

### 公共サービス・調達大臣（2019-2021年）
COVID-19パンデミック中、個人用保護具（PPE）やワクチンの調達を主導し、2021年8月までにカナダは世界最高のワクチン接種率を達成。『ザ・ヒル・タイムズ』誌で「カナダで最も価値のある政治家」に選ばれた。

### 国防大臣（2021-2023年）
カナダ軍の性的不品行問題に対処し、ルイーズ・アーバー元最高裁判事の勧告に基づく文化改革を推進。2022年のロシアによるウクライナ侵攻では、ウクライナへの軍事援助を監督した。

### 財務委員会委員長（2023-2024年）
政府の歳出見直しや規制負担軽減を主導し、デジタル能力強化や黒人公務員行動計画の策定を支援した。

### 運輸・国内貿易大臣（2024-2025年）
カナダの道路・鉄道インフラの近代化に注力し、2025年2月にはトロントとケベックシティを結ぶ高速鉄道「アルト」の計画を発表した。

### 外務大臣（2025年-）
2025年5月13日、マーク・カーニー首相の下でカナダ外務大臣に就任。インド太平洋戦略の推進や日本・ASEANとの関係強化を優先し、多国間主義を支持。2025年6月にはイギリスとフランスを訪問し、G7サミット準備や安全保障協力を協議した。

## 地域社会への貢献
アナンドはオークビル地域で、グリービング・チルドレンのための灯台財団やオークビル病院財団の理事を務めるなど、地域活動に積極的に参加している。

## 受賞歴
- カナダ王立協会イヴァン・アレール・メダル（2019年）[3]
- 『ザ・ヒル・タイムズ』「カナダで最も価値のある政治家」（2021年）[5]
- カナダ南アジア系弁護士協会「トレイルブレイザー賞」（2013年）[5]